# Reinhold Georg Müller

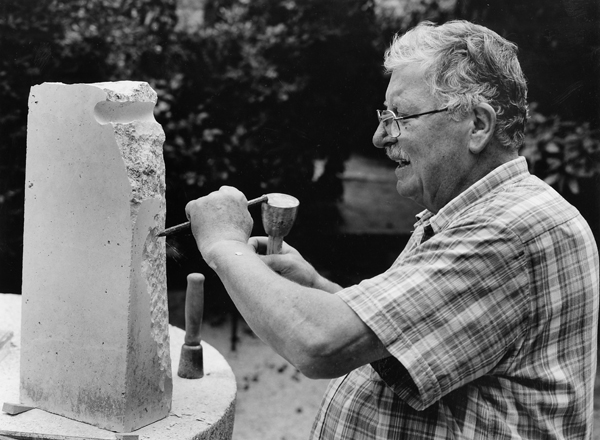
Reinhold Georg Müller

Reinhold Georg Müller (* 22. März 1937 in München; † 13. August 2000 in Avila, Spanien) war ein deutscher Bildhauer.

## Leben
Reinhold Georg Müller begann 1951 im Alter von fünfzehn Jahren eine Holzbildhauerlehre an der Luisenschule in München, die ihm weniger die Möglichkeit freier Gestaltung eröffnete, als vielmehr solides handwerkliches Geschick in der Bearbeitung von Holz, im Gipsgießen, im Modellieren und zeichnerischem Erfassen von Formen und das Gefühl für Material. Als Achtzehnjähriger verließ er diese Schule und München – „heraus aus der Enge des ‚Bajuwarischen Barock‘“, wie er dies damals empfand, und begann 1955 ein Studium an der Städelschule in Frankfurt. Nach einem kurzen Auslandsaufenthalt 1957 in Schweden fing er 1959 ein weiteres Studium an, diesmal an der Staatlichen Akademie der Bildenden Künste Stuttgart. In weiterer Folge wurde er Mitglied des Künstlerbundes Baden-Württemberg und war 1981 Teilnehmer am Symposion europäischer Bildhauer in St. Margarethen im Burgenland in Österreich.
Im Umgang mit den Werken Reinhold Georg Müllers beeindruckt die Meisten zunächst die Perfektion der Ausführung.  Außerhalb der Funktionalität scheinen die Stahlseile und Schrauben wider jegliche physikalischen Gesetze den Stein zu quetschen und zu verformen. Teile des Steins werden bei den „Verletzungen“ fast bis an die Grenzen des Materials gebogen und aus dem Block herausgelöst. Nach seinen ersten Arbeiten, die noch ganz in der figürlichen Abstraktion lagen, entwickelte Reinhold Georg Müller seine ganz eigene Formensprache und wurde zum „Quetsch-Müller“. Später löste er sich aber aus dieser Festlegung und experimentierte weiter mit dem Material Stein. Die Modelle für die Quetschungen entstanden aus Schaumstoff, der die Formbarkeit eines Materials besonders deutlich in Erscheinung treten lässt. Später löste Ton als Material den Schaumstoff ab. Ton ist in seiner Textur ebenso weich, aber die Formen müssen durch die eigene Hand erstellt werden, im Gegensatz zum Schaumstoff, der sich, bedingt durch das Material, zwar einer Form anpasst aber seine eigenen Rundungen entwickelt.
Von 1994 bis 1997 arbeitete Müller als Dozent für Bildhauerei an der Kunstschule Unteres Remstal in Waiblingen/Deutschland. Er selbst lebte seit 1963 sowohl in Stuttgart, als auch in Hoyo de Pinares, Avila. Am 13. August 2000 starb er in Avila.

## Seine Arbeiten (Ausschnitt)

### Arbeiten in Museen und Sammlungen
- Städelmuseum Frankfurt/Main / Alemania
- Staatsgalerie Stuttgart
- Museum für Kunst, Freiburg/Breisgau
- National Museum Cardiff, Wales/England
- Ministerium für Kultur, Stuttgart/Baden-Württemberg
- Galerie der Stadt Stuttgart
- Galerie der Stadt Ostfildern-Ruit und Nellingen
- Galerie der Stadt Sindelfingen, Sammlung Lütze II
- Museum Rastatt
- Regierungspräsidium Baden-Württemberg, Stuttgart
- Rathaus der Gemeinde Hoyo de Pinares, Avila/Spanien
- Sammlung CAPA Arganda del Rey, Madrid/Spanien
- Sammlung CAPA Castillo St. Barbara, Alicante/Spanien
- Centro Municipal „Las Dehesillas“ Leganés, Madrid/Spanien

### Skulpturen auf öffentlichen Plätzen
- Arbeitsamt Stuttgart, Neckarstraße
- Kreiswehrersatzamt Ravensburg
- Stadt Troisdorf (Bonn), Fußgängerzone
- Stadt Stuttgart-Möhringen, Spitalhof
- Weberknotenbrunnen, Stuttgart-Mitte, Weberstraße
- Kath. Gemeindezentrum Rosenberg-Seidenstraße, Stuttgart
- Ministerium für Kultur, Baden-Württemberg, Stuttgart
- Sammlung Dr. Steinbach, Stuttgart-Stammheim
- Rathaus Ruit, Rathausvorplatz, Ostfildern-Ruit
- Rathaus Hofheim/Taunus
- Rathaus Stuttgart
- Arbeiten für Kirchen in Deutschland
- Centro Municipal „Las Dehesillas“ Leganés, Madrid/Spanien